# Osservatorio Lee
L'Osservatorio Lee è un osservatorio astronomico del Libano. Si trova a Beirut, nel campus dell'Università americana di Beirut. Fondato nel 1873, è stato il primo osservatorio dell'era moderna del Libano e del Medio Oriente. Attualmente ha cessato l'attività scientifica e ha solo un ruolo didattico.

## Storia
L'osservatorio fu costruito nel campus del Syrian Protestant College (ora Università americana di Beirut) con il supporto di Henry Lee, un ricco commerciante britannico di Manchester, che aveva fatto una donazione significativa per contribuire a finanziare la sua costruzione. Fu inaugurato nel 1873 e gli fu dato il nome del finanziatore. Il dottor Cornelius Van Dyck fu il primo direttore. Van Dyck era un medico e missionario protestante che esercitava l'astronomia come hobby e aveva acquistato lui stesso la maggior parte dell'attrezzatura dell’osservatorio. La struttura aveva il doppio compito di consentire l'osservazione del cielo e di servire come stazione meteorologica per il Medio Oriente.
Van Dyck lasciò la direzione nel 1883 e fu sostituito da Robert H. West, professore di matematica e astronomia. Riconoscendo l'inadeguatezza della struttura, nel 1891 West propose di ricostruirla. L'osservatorio fu riedificato sul sito precedente e i lavori furono completati nel 1874. Grazie ad una raccolta di fondi fu rinnovata la strumentazione e fu installato un nuovo telescopio rifrattore con un obiettivo di 30 cm. Successivamente l'osservatorio fu gestito da vari direttori e dai loro assistenti. Tra le figure di maggior rilievo che hanno lavorato all'osservatorio vi sono stati i professori Alfred H. Joy, Mansour Jurdak e Julius A. Brown; durante la direzione di quest'ultimo, l'osservatorio si arricchì di un telescopio rifrattore portatile Zeiss con un obiettivo di 10 cm. Nel 1955 fu nominato direttore Owen Gingerich, che ha organizzato eventi come "Open Nights Observatory" (che ha contribuito a rendere popolare l'astronomia in Libano) e ha incrementato la biblioteca dell'osservatorio. Va ricordato anche Saad Sami Haddad, che ha disegnato una mappa del cielo con stelle fino alla 5ª magnitudine inclusa e ha contribuito all'archiviazione dei dati sulle macchie solari rilevate quotidianamente e li ha inoltrati a Zurigo, il centro internazionale per la ricerca sulle macchie solari. Haddad ha effettuato test statistici che hanno rivelato il significato dell'asimmetria est-ovest dell'attività delle macchie solari ed è stato anche responsabile della raccolta di dati meteorologici.
L'osservatorio ha cessato l'attività scientifica nel 1979 e oggi riveste solo un ruolo didattico nell'ambito accademico.